# Medina (chanteuse)
Pour les articles homonymes, voir Medina.
Medina Danielle Oona Valbak (née Andrea Fuentealba Valbak le 30 novembre 1982), connue sous le pseudonyme de Medina est une auteure et interprète danoise. Son style de musique oscille entre dance, pop et r'n'b. Elle a sorti son premier album, Tæt på, en 2007 et le second, Velkommen til Medina en 2009 alors que son single Kun for Mig sorti en septembre 2008 et resta en tête des classements toute l'année 2009.

## Biographie

### Enfance et débuts
Medina est née et a grandi en banlieue de la ville d'Aarhus au Danemark élevée par sa mère danoise et son père chilien avec son frère et sa sœur. Elle changea de nom en 2005 pour devenir Medina Danielle Oona Valbak après avoir consulté un numérologue. Elle commença sa carrière dans un bar à sandwichs de sa ville natale avant de se faire repérer par les producteurs de Providers.

### Carrière musicale
La chanteuse sortit en 2007 son premier album, Tæt på, lancé par le single Et øjeblik. Puis, elle participa à la bande originale du film danois Fidibus.
En septembre 2008 Medina parvint à se faire connaître avec son single récompensé de deux disques de platine, Kun for mig. Puis, il resta 52 semaines dans le classement des singles danois dont 6 semaines en tête. Elle fut la chanson la plus vendue et la 4e chanson la plus jouée à la radio au Danemark en 2009.
Le 31 août 2009, Medina sortit son deuxième album, Velkommen til Medina caractérisé par une musique plus électronique. Outre le single Kun for Mig, on peut y retrouver Ensom, Vi to ou encore Velkommen til Medina. Il se vendra à 200 000 exemplaires.En septembre 2009, sort la version anglaise de la chanson Kun for Mig, intitulée You and I distribuée par le label Parlophone. La chanson est arrivée en 39e position des charts britanniques et elle interpréta la chanson lors de la finale de X Factor en Grèce. Par la suite, elle collabora avec Burhan G pour son single Mest Ondt et avec Thomas Hemling pour 100 dage qui se classeront tous deux premiers dans les charts danois.
En juin 2010 à Ishøj, lors d'un concert, la chanteuse fut la cible de jets d'œufs tandis que des personnes tentaient de couper l'alimentation en électrcité de la scène. Il s'agissait en fait de musulmans qui exprimaient leur mécontentement par rapport au nom de la chanteuse qui est aussi celui d'une ville sainte de l'Islam. Le concert fut annulé. Le 23 juillet 2010, Velkommen til Medina sortit en Suisse, en Allemagne et en Autriche comprenant 7 nouvelles chansons et des versions en anglais. Aux Danish Music Awards 2010, elle obtint 6 récompenses. Elle est en couple avec le danseur et acteur Mathias Arvedsen depuis février 2010. Elle joua ensuite dans le film Klovn - The Movie, qui est à ce jour le plus regardé dans l'histoire du cinéma danois.
En janvier 2011, elle signa un contrat avec une maison de disque pour la parution de son album au Canada, aux États-Unis et au Mexique. Le 30 mai, elle sortit le single For altid qui resta 3 semaines en première position puis 9 semaines en seconde.

### Cosmétiques
La chanteuse a créé une ligne de parfums et de maquillage avec la marque danoise Gosh. Les 2 parfums s'appellent Jalousi (sans e) et Perfect Drug.

## Discographie
Album studio en danois
- 2007 : Tæt på (en)

1. Et øjeblik
2. Okay
3. Føler du noget
4. Alene
5. Flå
6. Find beatet
7. Du taber mig
8. Afklaret
9. For hvad det er værd
10. Jeg lever
11. Vinden vender

- 2009 : Velkommen til Medina (en)

1. Velkommen til Medina
2. Kun for mig
3. Rick Ross
4. Stikker du af
5. Ensom
6. Vi to
7. Joanna
8. Jante
9. Perfektion
10. Er du med

- 2011 : For altid (en)

1. Synd for dig
2. For altid
3. Vend om
4. Kl. 10
5. Lyser i mørke
6. 12 dage
7. Gode mennesker
8. Ejer hele verden
9. Har du det ligesom mig
10. Lykkepille

- 2014 : Arrogant EP (en)

1. Arrogant
2. Couchie
3. Falske Mennesker
4. Isboks
5. Strip, Pt. 1
6. Strip, Pt. 2

Album live en danois
- Tæt på - Live (2014)

Album studio en anglais
- Welcome to Medina (2010)
- Forever (2012)
- We Survive (2016)

## Récompenses et nominations
| Année | Récompense             | Catégorie                               | Objet de la nomination         | Résultat |
| ----- | ---------------------- | --------------------------------------- | ------------------------------ | -------- |
| 2009  | MTV Europe Music Award | Meilleur artiste danois                 |                                | gagné    |
| 2010  | P3 Guld                | Succès P3                               | "Kun for mig"                  | nommé    |
| 2010  | Zulu Award,            | Album danois de l'année                 | Velkommen til Medina           | nommé    |
| 2010  | Zulu Award,            | Single danois de l'année                | "Kun for mig"                  | nommé    |
| 2010  | Zulu Award,            | Chanteuse danoise de l'année            |                                | gagné    |
| 2010  | Club Award,            | Single de l'année                       | "Velkommen til Medina"         | nommé    |
| 2010  | Club Award,            | Artiste de l'année                      |                                | gagné    |
| 2010  | Club Award,            | Album de l'année                        | Velkommen til Medina           | nommé    |
| 2010  | Danish DeeJay Award,   | Artiste danois de l'année               |                                | gagné    |
| 2010  | Danish DeeJay Award,   | Single en danois de l'année             | "Kun for mig" (feat. Burhan G) | nommé    |
| 2010  | Danish DeeJay Award,   | Prix Dancechart.dk                      | "Velkommen til Medina"         | nommé    |
| 2010  | Danish DeeJay Award,   | Prix Dancechart.dk                      | "Kun for mig" (feat. Burhan G) | nommé    |
| 2010  | Danish DeeJay Award,   | Album danois de l'année                 | Velkommen til Medina           | gagné    |
| 2010  | Danish DeeJay Award,   | Album danois de l'année (DeeJay favori) | "Velkommen til Medina"         | gagné    |
| 2010  | Danish Music Award,    | Album danois de l'année                 | Velkommen til Medina           | gagné    |
| 2010  | Danish Music Award,    | Artiste féminine danoise de l'année     |                                | gagné    |
| 2010  | Danish Music Award,    | Révélation danoise de l'année           |                                | gagné    |
| 2010  | Danish Music Award,    | Auteur de l'année                       | Velkommen til Medina           | gagné    |
| 2010  | Danish Music Award,    | Single danois de l'année                | "Vi to"                        | gagné    |
| 2010  | GAFFA Prisen           | Artiste féminine danoise de l'année     |                                | gagné    |
| 2010  | GAFFA Prisen           | Album de pop danois de l'année          | Welcome to Medina              | gagné    |
| 2010  | P3 Guld                | Prix P3                                 | "Mest ondt" (med Burhan G)     | nommé    |
| 2010  | P3 Guld                | Prix P3                                 | "Vi to"                        | nommé    |
| 2011  | Danish DeeJay Award    | Artiste danois de l'année               |                                | nommé    |
| 2011  | Danish DeeJay Award    | Single en danois de l'année             | "Ensom"                        | nommé    |
| 2011  | Zulu Award             | Single danois de l'année                | "Addiction"                    | nommé    |
| 2011  | Zulu Award             | Chanteuse danois de l'année             |                                | gagné    |